# Learjet 40
Learjet 40 (LJ40) — реактивний адміністративний (бізнес-джет) літак виробництва компанії Bombardier Aerospace, створений на базі Learjet 45. Іменується також як Bombardier Learjet 40.

## Історія літака
Літак Learjet 40 створений на базі Learjet 45 з укороченим на 60 см фюзеляжем. На літаку встановлено два двигуни Honeywell TFE731-20AR, більш відомі як «AR» двигуни. Літак зконструйований виходячи із найкращих показників моделі бізнес-класу Learjet 31 і поліпшеними показниками комфорту і моделі керування Learjet 45.
Дослідний зразок літака Learjet 40 виконав перший політ 31 серпня 2002 року, а перший серійний літак випущений із заводу і виконав перший політ 5 вересня 2002 року. В експлуатацію літак прийнятий в січні 2004 року.
Модернізована версія літака Learjet 40XR прийнята в експлуатацію у жовтні 2004 року. У даній модифікації збільшено злітну вагу, крейсерську швидкість і швидкопідйомність. Зміну параметрів виконано за рахунок модернізації двигунів до версії TFE731-20BR, більш відомими як «BR» двигуни. Можливість заміни двигунів «AR» на «BR» передбачена компанією-виробником за бажанням власників.

## Льотно — технічні характеристики

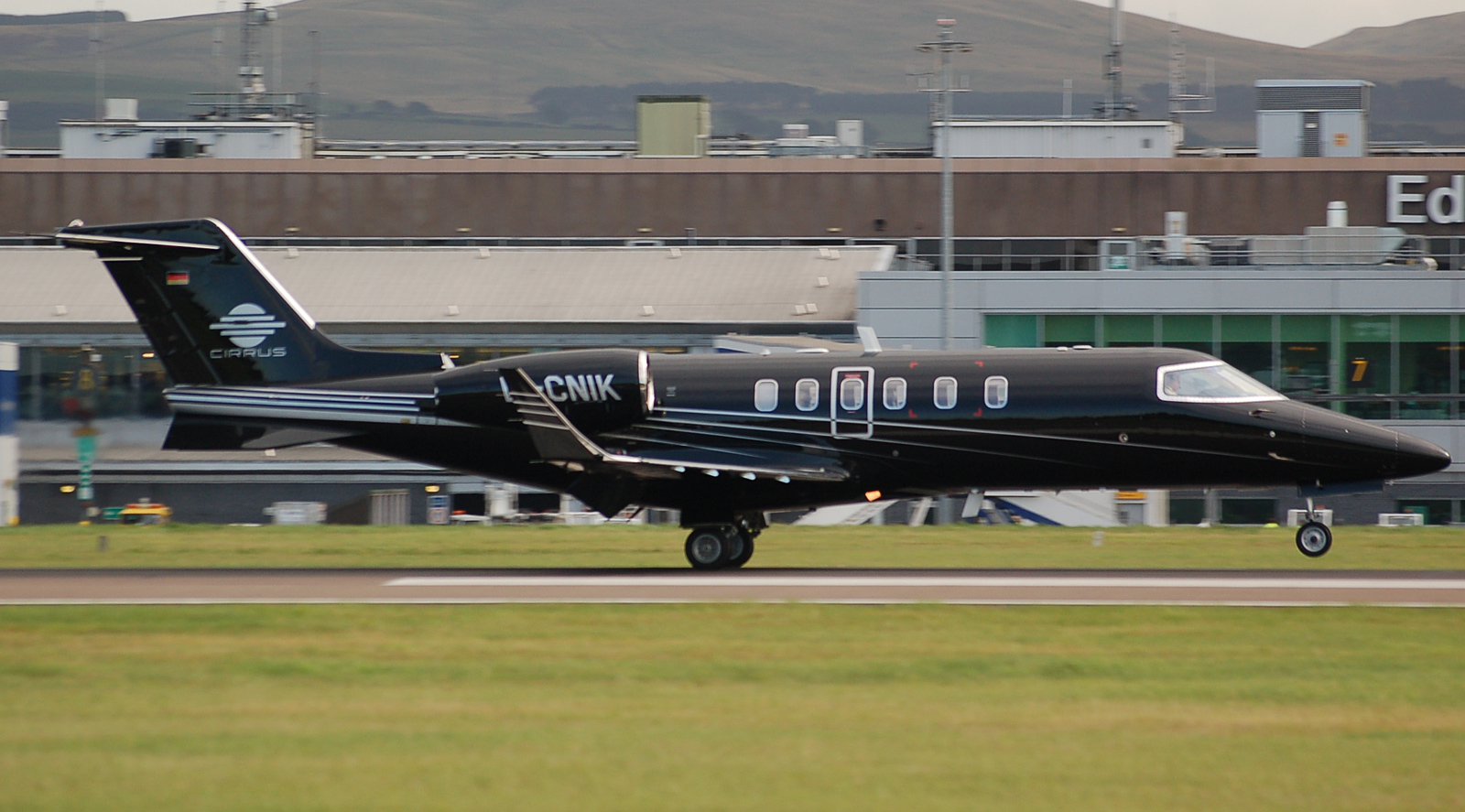
Learjet 40 Компанії Сirrus Aviation

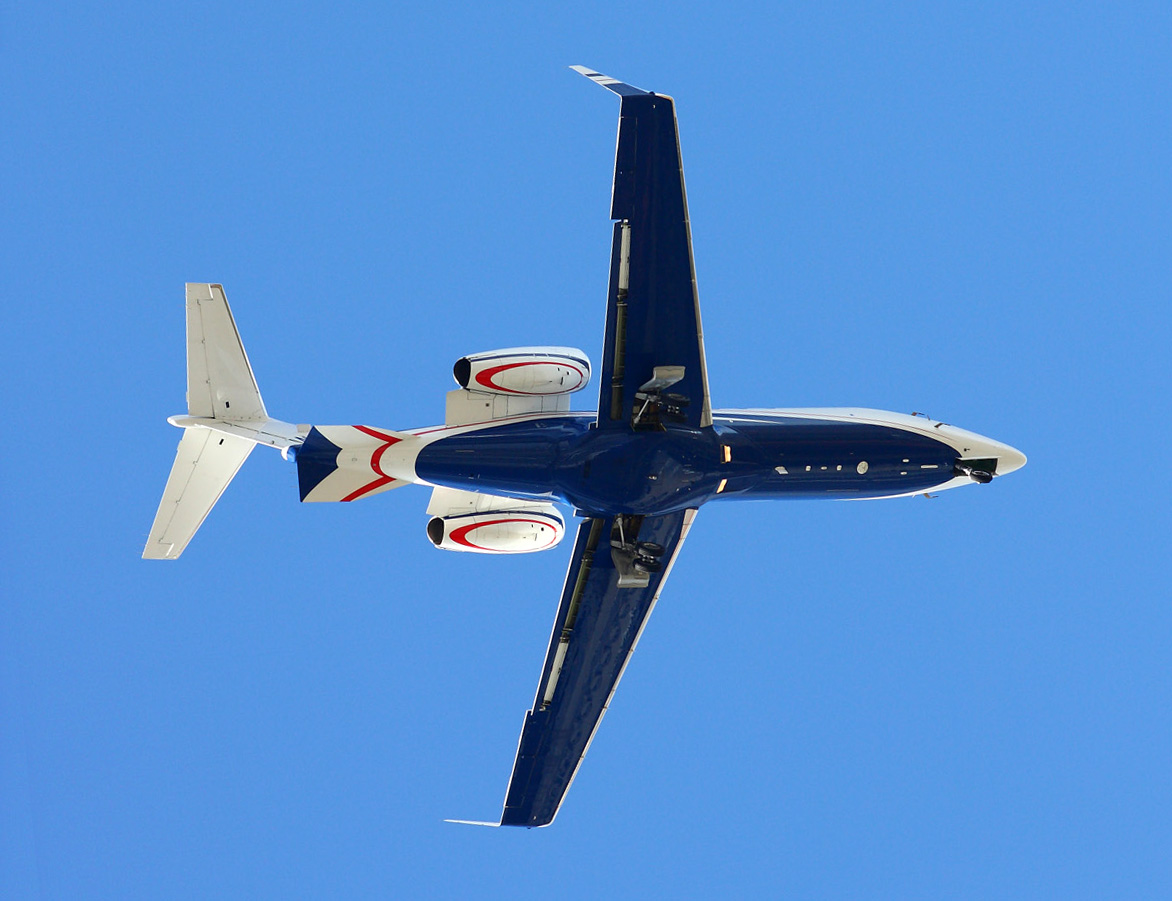
Learjet 40